# Wilson, New York
Wilson är en kommun (town) i Niagara County i delstaten New York, USA.
I kommunen finns bland annat byn (village) Wilson med visst kommunalt självstyre.